# Scotoecus hirundo
Scotoecus hirundo es una especie de murciélago de la familia Vespertilionidae.

## Distribución geográfica
Se encuentran en Angola Camerún República Centroafricana Chad República Democrática del Congo Costa de Marfil, Etiopía, Gambia Ghana Kenia Malaui Mozambique, Nigeria Senegal Sierra Leona Somalia, Sudán Tanzania, Uganda y Zambia.